# Gašper Vidmar
Gašper Vidmar (* 14. September 1987 in Ljubljana, SR Slowenien) ist ein slowenischer Basketballspieler. Der Nationalspieler und Welt- und Europameisterschafts-Teilnehmer wechselte bereits mit 20 Jahren 2007 in die Türkei, wo er seitdem mit gut einjähriger Unterbrechung für Klubs in der höchsten türkischen Spielklasse Türkiye Basketbol Ligi spielt. Mit seinem langjährigen Klub Fenerbahçe Ülker gewann Vidmar vier türkische Meisterschaften. In der Türkei und Slowenien gewann er mit seinen Klubs zudem einmal den nationalen Pokalwettbewerb und wurde zudem in Slowenien als Most Valuable Player (MVP) des All-Star Games 2009 und des Pokalwettbewerbs 2010 ausgezeichnet. Seit der Saison 2015/16 spielt Vidmar für Banvit BK in Bandırma erstmals in der Türkei nicht für einen Istanbuler Klub, gleichwohl aber am Marmarameer.

## Karriere
Vidmar spielte in der Jugend für den zweiten Hauptstadtklub Slovan in seiner Geburtsstadt, der jedoch im Schatten des Rekordmeisters Olimpija steht. Seine ersten Spiele im Seniorenbereich bei den Herren absolvierte er jedoch mit 16 Jahren für den unterklassigen Vorortklub aus Janče, bevor er nach zwei Jahren 2005 in die erstklassige Herrenmannschaft von Slovan zurückkehrte. Bei der U20-Junioren-Europameisterschafts-Endrunde 2006 gewann die slowenische Juniorenauswahl, angeführt durch das allesamt 1987 geborene Dreigestirn Emir Preldžić, Jaka Klobučar und Vidmar, überraschend die Bronzemedaille und galt bei der insgesamt sechsten Austragung dieses Wettbewerbs ein Jahr später als damaliger Rekordgewinner und Gastgeber als einer der Topfavoriten, da sie erneut von diesen drei Spielern angeführt wurde. Nach dem knappen Auftaktsieg gegen Titelverteidiger Serbien erreichte die Mannschaft nach der einzigen Turnierniederlage gegen Russland nur den dritten Platz im Dreiervergleich der Zwischenrunde und verpasste das Halbfinale. Nach dem fünften Platz wurden Klobučar und Vidmar dann von Nationaltrainer Aleš Pipan gleich zur EM-Endrunde der Herren mitgenommen, während der in Bosnien geborene Preldžić zu Hause blieb und schließlich die türkische Nationalität annahm. Nach der EM-Endrunde bei den Herren, bei der Vidmar bei drei kurzminütigen Einsätzen einen siebten Platz mit seinen Mannschaftskameraden erreichte, wechselte dieser gemeinsam mit Preldžić, mit dem er die letzten zwei Jahre auch bei Slovan zusammengespielt und 2006 zumindest eine Vizemeisterschaft erreicht hatte, zum türkischen Meister Fenerbahçe Ülker nach Istanbul.
Mit Meister Fenerbahçe spielte Vidmar dann auch gleich im höchstrangigen europäischen Vereinswettbewerb EuroLeague. Nach dem Play-off-Viertelfinaleinzug 2008 schied man 2009 nach nur einem Zwischenrundensieg bereits in der Gruppenphase der 16 besten Mannschaften aus. Nach der Titelverteidigung in der nationalen Meisterschaft 2008 verlor man unter Trainer Bogdan Tanjević auch die Finalserie der Meisterschaft 2009 gegen den Lokalrivalen und Rekordmeister Efes Pilsen SK. Zu Beginn der Saison 2009/10 kehrte Vidmar zunächst in seine slowenische Heimat zurück und wurde an Rekordmeister Union Olimpija ausgeliehen, mit dem er in der EuroLeague 2009/10 jedoch nur einen Vorrundensieg in zehn Spielen erreichte und mit dieser Mannschaft frühzeitig aus dem Wettbewerb ausschied. Für den nationalen Double-Gewinner der Vorsaison reichte es jedoch zur Titelverteidigung im Pokalwettbewerb, bei dem Vidmar wie schon im slowenischen All-Star Game als MVP ausgezeichnet wurde, und in der supranationalen Adriatischen Basketballliga 2009/10 zum Einzug in das Final-Four-Turnier. Noch vor diesem Finalturnier wurde Vidmar Anfang April von Fenerbahçe in die Türkei zurückgerufen und Olimpija verpasste mit Klobučar zudem eine weitere Meisterschaft, während Vidmar zusammen mit unter anderem  Preldžić in einer Finalserien-Revanche den türkischen Titel von Efes Pilsen zurückerobern konnte. Bei der WM-Endrunde 2010 in seiner Wahlheimat Türkei war Vidmar wieder im slowenischen Nationalkader vertreten und die Auswahl verlor in der Vorrunde nur gegen den überlegenen Titelgewinner Vereinigte Staaten. Nach dem Sieg im Achtelfinale über Australien verlor man jedoch deutlich gegen den von Tanjević trainierten Gastgeber und späteren Finalisten Türkei. Nach den folgenden Niederlagen in den Platzierungsspielen belegten die Slowenen mit Vidmar einen achten Platz.
Unter dem neuen Klubtrainer Neven Spahija konnte Fenerbahçe den Double-Erfolg vom Vorjahr 2011 verteidigen, doch nach einer guten Vorrunde in der EuroLeague 2010/11 scheiterte die Mannschaft wegen des schlechteren direkten Vergleich am Einzug in die Viertelfinal-Play-offs des bedeutendsten europäischen Vereinswettbewerbs. In der Folgesaison reichte der direkte Vergleich jedoch in der EuroLeague 2011/12 zum Gruppensieg in der Vorrunde noch vor dem späteren Titelgewinner Olympiakos Piräus, doch bewahrte dies die Mannschaft nicht vor dem letzten Gruppenplatz in der Zwischenrunde der 16 besten Mannschaften. Auch in der nationalen Meisterschaft schied man als Fünfter bereits im Viertelfinale gegen den Lokalrivalen Beşiktaş aus, der Fenerbahçe das nationale Double abnehmen konnte. Nach dem fälligen Trainerwechsel bei Fenerbahçe wurde Vidmar erneut ausgeliehen, diesmal ausgerechnet an den Meister und Pokalsieger Beşiktaş. Mit diesem reichte es in der EuroLeague 2012/13 zwar nach unter anderem zwei Vorrundensiegen gegen den damaligen deutschen Meister Brose Baskets zum Einzug in die erweiterte Zwischenrunde, in der man jedoch nach nur zwei Siegen in 14 Spielen noch hinter Fenerbahçe Gruppenletzter wurde. Als nationaler Titelverteidiger verlor Beşiktaş als Hauptrundensechster in der ersten Play-off-Runde um die Meisterschaft gegen Banvit BK. Bei der EM-Endrunde 2013 war Slowenien unter Trainer Božidar Maljković Gastgeber, doch nach der Viertelfinalniederlage gegen den späteren Titelgewinner Frankreich reichte es nach zwei Siegen in der Platzierungsrunde nur noch zum fünften Platz. Unter dem neuen Klubtrainer Željko Obradović kehrte Vidmar 2013 noch einmal zu Fenerbahçe zurück, doch nach einer Knieverletzung im Februar 2014 war Vidmar am erneuten Titelgewinn in der nationalen Meisterschaft kaum noch beteiligt und bekam keinen neuen Vertrag mehr.
Zur Saison 2014/15 wechselte Vidmar innerhalb Istanbuls zum ambitionierten Erstliga-Rückkehrer Darüşşafaka Doğuş, mit dem er als Dritter die nationalen Meisterschafts-Play-offs erreichte, in denen man jedoch gleich in der ersten Runde überraschend an Trabzonspor scheiterte. Während der Verein weiter aufrüstete und Vidmars langjährigen Mannschaftskameraden Preldžić verpflichtete, wechselte Vidmar an das andere Ufer des Marmarameers zu Banvit BK nach Bandırma, die zuvor ebenfalls in der ersten Runde gegen den späteren Titelgewinner Pınar Karşıyaka ausgeschieden waren. Mit dieser Mannschaft erreichte er im Eurocup 2015/16 die Zwischenrunde der 32 besten Mannschaften, in der man auf die beiden deutschen Mannschaften FC Bayern München und ratiopharm Ulm trifft.